# Erzbistum Conakry
Das Erzbistum Conakry (lateinisch Archidioecesis Konakriensis) ist eine in Guinea gelegene römisch-katholische Erzdiözese mit Sitz in Conakry. Es umfasst den westlichen Teil von Guinea.

## Geschichte
Papst Leo XIII. gründete die Apostolische Präfektur Französisch-Guinea am 18. Oktober 1897 aus Gebietsabtretungen der Apostolischen Vikariate Senegambia und Sierra Leone. Am 18. April 1920 wurde es in den Rang eines Apostolischen Vikariates erhoben.
Am 12. Mai 1949 verlor es einen Teil seines Territoriums zugunsten der Errichtung der Apostolischen Präfektur Kankan und nahm gleichzeitig den Namen, Apostolisches Vikariat Conakry, an. Mit der Bulle Dum tantis wurde es am 14. September 1955 in den Rang eines Metropolitanerzbistums erhoben.
Am 22. Februar 2024 gab das Erzbistum Gebietsanteile zur Errichtung des Bistums Boké ab.

## Ordinarien

### Apostolischer Präfekt von Französisch-Guinea
- Raymond-René Lerouge CSSp (9. März 1911 – 18. April 1920)

### Apostolischer Vikar von Französisch-Guinea
- Raymond-René Lerouge CSSp (18. April 1920 – 2. Juli 1949)

### Apostolische Vikare von Conakry
- Michel-Jules-Josef-Marie Bernard CSSp (12. März 1950 – 18. Juli 1954, dann Apostolischen Vikar von Brazzaville)
- Gérard-Paul-Louis-Marie de Milleville CSSp (8. Mai 1955 – 14. September 1955)

### Erzbischöfe von Conakry
- Gérard-Paul-Louis-Marie de Milleville CSSp (14. September 1955 – 10. März 1962)
- Raymond-Maria Tchidimbo CSSp (10. März 1962 – 13. August 1979)
- Robert Sarah (13. August 1979 – 1. Oktober 2001, dann Sekretär der Kongregation für die Evangelisierung der Völker)
- Vincent Coulibaly (seit 6. Mai 2003)

## Statistik
| Jahr | Bevölkerung | Bevölkerung | Bevölkerung | Priester     | Priester         | Priester       | Priester               | Ständige Diakone | Ordensleute  | Ordensleute      | Pfarreien |
| Jahr | Katholiken  | Einwohner   | %           | Gesamtanzahl | Diözesanpriester | Ordenspriester | Katholiken je Priester | Ständige Diakone | Ordensbrüder | Ordensschwestern |           |
| ---- | ----------- | ----------- | ----------- | ------------ | ---------------- | -------------- | ---------------------- | ---------------- | ------------ | ---------------- | --------- |
| 1950 | 10.798      | 1.177.005   | 0,9         | 24           | 2                | 22             | 449                    |                  | 23           | 27               | 2         |
| 1970 | 14.848      | 1.500.000   | 1,0         | 10           | 8                | 2              | 1.484                  |                  | 2            | 16               | 15        |
| 1977 | 20.000      | 2.000.000   | 1,0         | 12           | 11               | 1              | 1.666                  |                  | 1            | 11               | 12        |
| 2000 | 35.000      | 3.750.000   | 0,9         | 33           | 20               | 13             | 1.060                  |                  | 23           | 61               | 33        |
| 2004 | 40.000      | 3.800.800   | 1,1         | 37           | 23               | 14             | 1.081                  |                  | 23           | 63               | 33        |
| 2007 | 101.600     | 3.860.000   | 2,6         | 41           | 26               | 15             | 2.478                  | 2                | 32           | 76               | 34        |
| 2016 | 144.330     | 5.120.307   | 2,8         | 67           | 52               | 15             | 2.154                  |                  | 33           | 77               | 35        |
| 2021 | 161.700     | 5.877.435   | 2,8         | 78           | 62               | 16             | 2.073                  |                  | 44           | 79               | 38        |
| 2024 | 170.000     | 5.211.530   | 3,3         | 61           | 47               | 14             | 2.786                  |                  | 19           | 67               | 32        |